# Jasminum parkeri
Jasminum parkeri es una especie de arbusto de la familia de las oleáceas. Es un endemismo de la India donde se encuentra en el Distrito de Chamba de Himachal Pradesh. 

## Descripción
Es un arbusto de hoja perenne con cúpula, crece cerca de 30 cm de altura, que tiene pequeños tallos con hojas ovales pequeñas. Las inflorescencias en racimos de flores fragantes, pequeñas , tubulares de color amarillo, que aparecen en las axilas de las hojas en verano. 

## Taxonomía
Jasminum parkeri fue descrita por Stephen Troyte Dunn y publicado en Bulletin of Miscellaneous Information Kew 1920: 69. 1920.
Etimología
Ver: Jasminum
parkeri: epíteto otorgado en honor de Richard Neville Parker que la descubrió en 1920.